# Trachysphyrus davisi
Trachysphyrus davisi là một loài tò vò trong họ Ichneumonidae.